# پلتنی ویزد
پلتنی ویزد (به چکی: Pletený Újezd) یک منطقهٔ مسکونی در جمهوری چک است که در شهرستان کلادنو واقع شده‌است. پلتنی ویزد ۱٫۶۸ کیلومتر مربع مساحت و ۵۴۴ نفر جمعیت دارد و ۴۰۶ متر بالاتر از سطح دریا واقع شده‌است.